# Symphonie dramatique

Symphonie dramatique (en russe :Simpfoniya vtoraïa dramatitcheskaïa, "Symphonie deuxième, dramatique") est une des premières œuvres d'André Biély, qui le révèle au monde littéraire.
Elle appartient au quadriptique des "Symphonies" écrites de 1901 à 1908 avec la Symphonie nordique, Le Retour et La coupe des tempêtes. Dans sa préface, Biély annonce trois sens à son œuvre : un sens musical avec l'expression d'un état de pensée et des phrases volontiers répétitives pour le fixer, un sens satirique pour moquer les excès du mysticisme, un sens philosophique qui invite malgré tout à la pensée mystique et à ses défaites. "La conjugaison des trois sens dans un même fragment ou une même strophe conduit au symbolisme" (p. 13).
L’œuvre, structurée en versets présente une galaxie de personnages individuels et collectifs changeants; elle juxtapose des scènes des rues et des intérieurs de Moscou, des scènes de réceptions et de conversations de l'élite et de l'intelligentsia moscovites, et de notations sur la météorologie, nuages et cieux présentant l'atmosphère métaphysique abstraite d'où l'on croit discerner les signes de la fin des temps. Dans ce paysage, les objets ont eux-mêmes leur autonomie, de même que certaines allégories, des auteurs (Nietzsche, Dimitri Merejkovski...), parfois des fantômes, dont celui de Vladimir Soloviev, très admiré par l'auteur, soufflant dans sa trompe au-dessus de Moscou ou apparaissant aux passants.
Le personnage le plus suivi est Sergueï Moussatov, un prophète mystique apocalyptique qui crée la sensation à Moscou. Alors que la société intellectuelle était dépeinte par le Démocrate brillant amoureux d'une femme du monde mariée, la "Fée", et se suicidant pour elle, par un étudiant cherchant une faille dans la Critique de la Raison pure de Kant et devenant fou, par Popovski le penseur ecclésiastique conservateur et grand conférencier, par Levurovski un penseur mystique mondain, ou encore par un vieux diplomate gâteux et libéral les accueillant tous, Sergueï Moussatov se démarque par son silence et par ses propos tranchés, il ne discute pas mais tient des propos apocalyptiques en société, prévoyant l'arrivée de l'Antéchrist et l'intervention finale d'une Dame et de son enfant mâle. Levurovski en devient un partisan avant de s'en éloigner, tandis que le prophète guette les signes, reçoit la nouvelle de la naissance de l'Antéchrist dans le nord de la France mais ensuite sa mort, et la Dame n'est autre que la Fée, mais son enfant est une fille. Les déconvenues matérielles, les commentaires de théosophistes, de philosophes hindous, ou de Pétrouchka, une inspirée sans doute dans la supercherie, achèvent de réduire son rêve apocalyptique à néant. Tout recommence, et pourtant on reste dans l'effervescence et dans l'attente eschatologique.

## Éditions
- en russe : Simpfoniya vtoraïa dramatitcheskaïa (texte en ligne), Moscou, 1902
- en français : Symphonie dramatique, traduit du russe par Christine Zeytounian-Beloüs, Nîmes, Ed Jacqueline Chambon, 1991